# Setor de protocolo
O Setor de Protocolo, também chamado de Unidade Protocolizadora ou simplesmente Protocolo, é um setor da administração pública que tem a incumbência de garantir que documentos sejam tramitados de forma legal; ou seja, de atestar sua autenticidade. Conforme o Ministério da Aeronáutica, o setor de protocolo é aquele “encarregado pelo recebimento, classificação, registro, distribuição, tramitação e expedição de documentos” (BRASIL, 1993). 
Por conta disso, no entender de Machado & Camargo (1999, pág. 23), “a entrada do documento na instituição pública deve ser realizada pela unidade orgânica do protocolo”.
Segundo a portaria normativa n° 05, de 19 de dezembro 2002, do Ministério do Planejamento, o setor de protocolo pode ser subdividido em dois tipos, a saber: 
- Protocolo Central, que “é a unidade junto ao órgão ou entidade, encarregada dos procedimentos com relação às rotinas de recebimento e expedição de documentos” (BRASIL, 2002, pág. 5), e
- Protocolo Setorial, que “tem a finalidade de descentralizar as atividades do protocolo central, dando suporte às atividades de recebimento e expedição de documentos no âmbito da área a qual se vincula” (BRASIL, 2002, pág. 6).

## Etimologia e Conceitos
A etimologia da palavra protocolo tem origem no grego bizantino protokollon (protos, primeiro + kolla, cola), que era usada para designar o símbolo colocado na primeira folha de um papiro que garantia a autenticidade do documento (SCHÄFER, 2015). 
Para os alemães Niehaus & Schmidt-Hannisa (2005) o vocábulo protocolo se refere a algo “que atesta, de forma peculiar, a validade daquilo que ele registra por escrito. (...) o que foi registrado por escrito deve valer como verdade” (NIEHAUS; SCHMIDT-HANNISA, 2005, p. 7).
Santos et al. (2019) em uma análise do conceito utilizado nos Dicionários e Manuais de
Terminologia Arquivística de vários países inferiu que o termo Protocolo é utilizado de duas formas: "A primeira enxerga que o termo visa garantir o valor jurídico e que o documento possa ser tramitado de forma legal, ou seja, objetivando a autenticidade. Enquanto o outro caminha por um viés
organizacional, tendo como propósito o controle documental." (SANTOS et al., 2019)

## Ver Também
- Registro de protocolo